# Ceratozamia santillanii
Ceratozamia santillanii là một loài thực vật hạt trần trong họ Zamiaceae. Loài này được Pérez-Farrera & Vovides mô tả khoa học đầu tiên năm 2009.